# Układ w Rapallo
Układ w Rapallo – umowa międzynarodowa zawarta 16 kwietnia 1922 pomiędzy Rzeszą Niemiecką a RFSRR we włoskim mieście Rapallo. Układ podpisali: Gieorgij Cziczerin, ówczesny komisarz spraw zagranicznych RFSRR i Walther Rathenau, minister spraw zagranicznych Niemiec.

## Okoliczności podpisania układu
Układ został podpisany w trakcie trwania światowej konferencji gospodarczej w Genui (10 kwietnia – 19 maja), na której próbowano włączyć Rosję Sowiecką w obieg światowej gospodarki. Doszło wtedy do nawiązania stosunków dyplomatycznych i przerwania izolacji Rosji Sowieckiej na arenie światowej. Układ został zawarty z inicjatywy sowieckiej nieoczekiwanie dla innych uczestników konferencji w Genui 16 kwietnia 1922 roku. Spisany został w językach niemieckim i rosyjskim; wymiana dokumentów ratyfikacyjnych nastąpiła w Berlinie 31 stycznia 1923. Zarejestrowany przez Sekretariat Ligi Narodów 19 września 1923.

## Ustalenia traktatu
Najważniejszymi postanowieniami traktatu były:
- wzajemna rezygnacja z jakichkolwiek roszczeń z tytułu poniesionych kosztów wojennych i odszkodowań wojennych z okresu 1914–1918 i powojennego;
- uregulowanie prawne wszystkich kontrowersji wynikających z okresu I wojny światowej;
- przywrócenie dyplomatycznych i konsularnych stosunków między Rzeszą Niemiecką i Rosyjską Federacyjną Socjalistyczną Republiką Radziecką.

Po podpisaniu oficjalnego układu rozpoczęły się również tajne rozmowy przedstawicieli Reichswehry z przedstawicielami Armii Czerwonej, które doprowadziły do podpisania 11 sierpnia 1922 roku porozumienia o współpracy wojskowej. Jej przedmiotem było zaopatrzenie Armii Czerwonej przez Reichswehrę w broń i amunicję oraz pomoc niemieckich specjalistów i inżynierów wojskowych w rozbudowie przemysłu zbrojeniowego ZSRR. W układzie wojskowym Niemcy zobowiązały się do zaopatrzenia Rosjan w broń, amunicję, rozbudowanie radzieckiego przemysłu zbrojeniowego przez specjalistów niemieckich oraz udzielenie wysokich kredytów na zbrojenia w zamian za udostępnienie Niemcom radzieckich poligonów zlokalizowanych nad rzeką Wołgą i Kamą dla zakazanych traktatem wersalskim rodzajów broni pancernych, lotniczych i gazowych. Oba kraje wymieniały także między sobą wojskowych wykładowców, m.in. w niemieckich uczelniach wojskowych wykładali dowódcy radzieccy z wojny polsko-bolszewickiej jak Michaił Tuchaczewski, dowódca XIV Armii Hieronim Uborewicz i dowódca XV Armii, która szturmowała w sierpniu 1920 roku pozycje polskie na północ od Warszawy – August Kork. Z kolei ze strony niemieckiej rosyjskie kadry oficerskie szkolili Walther von Brauchitsch, Walter von Reichenau, Wilhelm List i Heinz Guderian. Generałowie tacy jak Hans von Seeckt, Kurt von Schleicher oraz Werner von Blomberg układali regulaminy dla Armii Czerwonej.
Układ ten był korzystny dla obu stron: dla Niemiec, które w myśl traktatu wersalskiego nie mogły posiadać niektórych rodzajów broni, była to dobra okazja do wypróbowania zakazanej broni na poligonach radzieckich. Mogli oni odtąd potajemnie przed całym światem i bez żadnych przeszkód, a wbrew postanowieniom traktatu wersalskiego, szkolić swoich lotników i tworzyć kadrę wojsk pancernych na poligonach i w bazach położonych w głębi państwa sowieckiego. Dla Rosji Radzieckiej nawiązanie kontaktów z Niemcami stwarzało możliwości dostępu do nowoczesnych technologii przemysłowych. Niebagatelne znaczenie dla Rosji sowieckiej miał także dostęp do kredytu zadeklarowanego przez Reichswehrę w wysokości 35 mln marek niemieckich w zamian za daleko idące ustępstwa polityczne oraz dostęp do rosyjskiego potencjału gospodarczego.

## Poszerzenie traktatu
Umowa została poszerzona 29 lipca 1922 roku, w wyniku czego zacieśniono współpracę w sprawach wojsk pancernych. Układ ten otwierał drogę do pełnej współpracy gospodarczej i politycznej Rosji i Niemiec. Pod koniec lipca 1923 roku ambasador – już wtedy ZSRR – w Niemczech Nikołaj Krestinski prowadził na ten temat rozmowy z ówczesnym kanclerzem Niemiec Wilhelmem Cuno. Postanowienia traktatu po utworzeniu ZSRR w grudniu 1922 rozciągnięto na wszystkie republiki radzieckie. Traktat ten został poszerzony układem berlińskim w 1926 roku. Był on przedłużany w latach 1931 i 1933.

Traktat w Rapallo powinien był zerwać resztę łusek z oczu – porozumienie rosyjsko-niemieckie zaszło tak daleko, że jest nie tylko faktem dokonanym, wspartym na doskonałą znajomość interesów stron obu, ale co więcej faktem nie do odrobienia. Istnieje sprzysiężenie rosyjsko-niemiecko-litewskie (...), skierowane przeciwko Polsce, Józef Piłsudski na posiedzeniu Rady Gabinetowej 5 czerwca 1922 roku

## Reakcja innych państw
Państwa zachodnie były oburzone postawą Niemiec i poczytywały układ za zdradę. Niezadowolenie panowało również w Polsce, gdzie zasadnie obawiano się, że następstwem układu może być wspólna polityka radziecko-niemiecka wobec Polski. W formalnych stosunkach Polski z jej dwoma wielkimi sąsiadami początkowo bezpośrednio po podpisaniu układu zmian jednakże nie było.